# Agrostis davyi
Agrostis davyi é uma espécie de gramínea do gênero Agrostis, pertencente à família Poaceae.